# 1987 (film)
Pour les articles homonymes, voir 1987 (homonymie).
Ne doit pas être confondu avec 1987: When the Day Comes.
Série
1981
(2009) 1991
(2018)
Pour plus de détails, voir Fiche technique et Distribution.
1987 est un film québécois réalisé par Ricardo Trogi, sorti en 2014.
Il est le deuxième film d'une quadrilogie cinématographique, suivant 1981 (sorti en 2009) et précédant 1991 (sorti en 2018) et 1995 (sorti en 2024). Il est inspiré des événements de l'été des 17 ans du réalisateur.

## Synopsis
En 1987, à Sainte-Foy, Ricardo Trogi termine sa dernière année d'école secondaire. Avant d'atteindre la majorité, il veut obtenir son propre char, perdre sa virginité et pouvoir entrer au Dagobert, une discothèque. Il n'a aucune idée de ce qu'il veut faire dans la vie. Ses parents veulent lui trouver un emploi pour l'été, mais lui veut devenir entrepreneur et fonder sa propre discothèque.
Pour l'encourager, son père lui offre une voiture... une Lada dont la portière côté passager ne peut pas s'ouvrir. Le soir même où il est censé faire l'amour avec sa blonde Marie-Josée pour la première fois, son père le force à aller travailler comme valet au restaurant Le Parmesan, dans le Vieux-Québec. Il est renvoyé le soir même. Au bal des finissants, Marie-Josée avoue à Ricardo avoir frenché quelqu'un d'autre. Découragé, Ricardo décide de faire ressortir son « côté italien » et de pratiquer le vol et la revente d'autoradios. Un de ses clients, le « bouncer » du Dagobert, leur donne finalement accès à la discothèque.

## Fiche technique
Source : IMDb et Films du Québec
- Titre original : 1987
- Réalisation : Ricardo Trogi
- Scénario : Ricardo Trogi
- Musique : Frédéric Bégin
- Conception visuelle : Patrice Vermette
- Costumes : Valérie Lévesque
- Maquillage : Virginie Boudreau
- Coiffure : Daniel Jacob
- Photographie : Steve Asselin
- Son : Michel Lecoufle, Martin Pinsonnault, Luc Boudrias
- Montage : Yvann Thibaudeau
- Production : Nicole Robert
- Société de production : Go Films
- Sociétés de distribution : Les Films Séville
- Budget : 4,5 millions $ CA
- Pays de production :  Canada
- Tournage : 13 mai au 22 juin 2013 à Québec et Montréal
- Langue originale : français
- Format : couleur
- Genre : comédie dramatique biographique
- Durée : 105 minutes
- Dates de sortie :
  - Canada : 30 juillet 2014 (première à Québec)[2],[3]
  - Canada : 4 août 2014 (première montréalaise au cinéma Impérial en fermeture de la 6e édition de FanTasia)[4]
  - Canada : 6 août 2014 (sortie en salle au Québec)
  - France : 23 novembre 2014 (Semaine du cinéma du Québec à Paris)
  - Canada : 2 décembre 2014 (VSD), (DVD et Blu-ray)
- Classification :
  - Québec : Visa général (Déconseillé aux jeunes enfants)[5]

## Distribution
- Jean-Carl Boucher : Ricardo Trogi
- Sandrine Bisson : Claudette Trogi
- Claudio Colangelo : Benito Trogi
- Rose Adam : Nadia Trogi
- Laurent-Christophe De Ruelle : Boivin
- Pier-Luc Funk : Dallaire
- Simon Pigeon : Caron
- Éléonore Lamothe : Marie-Josée
- Alyssa Labelle : Sara Delorme
- Jean-Pierre Bergeron : premier ministre du Québec
- Martin Laroche : fonctionnaire au tableau
- Rémi-Pierre Paquin : gérant du restaurant
- Hugo Giroux : portier du Dagobert
- Bobby Beshro : enquêteur
- Denis Marchand : Monsieur Pomerleau